# Real Convento de las Capuchinas (Alicante)
El Real Convento de los Triunfos del Santísimo Sacramento fue un convento de monjas clarisas capuchinas situado en la ciudad de Alicante (España). Fundado en 1674 por un grupo de religiosas procedentes de Murcia, se levantó sobre unos terrenos donados por el caballero Fernando Martínez de Fresneda, y contó con la protección del rey Carlos II. El edificio resultó destruido durante la Quema de conventos de 1931 en España y sus ruinas fueron demolidas en 1933.

## Historia
Las primeras monjas de la Orden de las Clarisas Capuchinas llegaron a la ciudad de
Alicante el 27 de febrero de 1672 procedentes del
convento de Murcia. Lo hicieron acompañadas por el canónigo y vicario foráneo Diego
Moxica y escolta a las órdenes de Pedro M. de Vera, quien sería el 1.º [[marquesado del
Bosch de Arés | marqués del Bosch]] a la par que anfitrión, pues las alojó en su casa-palacio junto a la puerta Ferrisa. Habían visitado previamente la cueva-oratorio de San Pascual Baylón y hospedadas en el Santuario de  Nuestra Señora de Orito, y después en el Monasterio de la Santa Faz (Alicante) donde visitaron la santa reliquia.
Establecieron el convento en el originario arrabal de San Antón en las proximidades del monasterio de los padres Capuchinos que le dio nombre, en unas casitas que pasaron a llamarse de «Los Triunfos del Santísimo Sacramento» debido a una visión de la madre Úrsula Micaela Morata, muy acorde con la Iglesia católica post Concilio de Trento, y contó con la bendición del obispo José Bergés. Allí estuvieron dos años y medio, hasta que Fernando, caballero de la Orden de Alcántara e hijo del generoso alicantino Rodrigo Martínez de Fresneda y Bonivern que fuera contador del Tribunal de Cuentas de Santafé de Bogotá (Virreinato del Perú), decidió donar una parcela extramuros frente al tramo de las murallas que bajaban por la vall o rambla hasta la puerta o portal de Elche, parcela que se encontraba partida por el -entonces llamado- barranco de Canicia actual calle de Bailén, además les cedió unas rentas para su construcción -junto con obligaciones- a las que se sumaron las proporcionadas por fieles de la ciudad con el consell a la cabeza, las del infante Juan José de Austria y las del propio rey Carlos II de España que además las tomo bajo su protección. Se llamaban M.ª Inés de Villaseca originaria de Barcelona, y procedente de Zaragoza, que fue la primera madre abadesa, la mencionada Úrsula Micaela de Cartagena, Juana Angélica de Espadaña, todas ellas fundadoras del convento de Murcia y discípulas de María Ángela Astorch, Juana María Minguez y Magdalena Fernández, murcianas estas últimas junto con la novicia Isabel Jover.
El nuevo templo y la mayor parte del convento fue finalizado en 1682 y bendecido por el obispo de la diócesis de Orihuela-Alicante Antonio Sánchez de Castellar, quien el 21 de junio celebró misa pontifical allí mismo. El conjunto arquitectónico -que se fue construyendo por fases- se componía de iglesia, dependencias de las monjas y claustro fue acabado en 1702. Los muros exteriores de mampostería y sillar en las esquinas, puertas, cornisas y ventanas.
En el interior, el templo seguía el modelo de la Contrarreforma con planta basilical latina, formada por una nave (arquitectura) cubierta por bóveda de cañón, hasta el presbiterio (arquitectura) elevado sobre el solado; tenía en cada lateral tres capillas con altares hasta el crucero (arquitectura) donde se encontraba el panteón de Fernando Martínez de Fresneda, allí había colocada una losa de mármol blanco adornada con el blasón de esta familia y justo encima una cúpula hexagonal con una ventana en cada lado sobre base circular apoyada en los cuatro  arcos torales, construido con sillares de la cantera de San Julián, y decoradas las pechinas con la simbología de la orden religiosa.
En el ábside de planta poligonal, el altar mayor con cinco lados iguales, separado del resto de la iglesia por fuerte rejería y presidido por un esmerado retablo barroco de matizada verticalidad, tallado en madera y acabado en pan de oro, del taller de Villanueva, donde se encontraba el sagrario tras una pintura de «Jesús Salvator Mundi» que hacia las veces de puerta; en el medio la «Inmaculada Concepción» enmarcada por columnas salomónicas y acompañada de ángeles: a un lado suyo una talla de cuerpo entero de «San Francisco de Asís» y al otro una de «Santa Clara de Asís»; la parte superior del retablo coronada por las armas del rey de España Carlos II esculpidas en madera y policromadas, bien visibles desde la puerta de acceso al público.

Escudo de Armas de Felipe II a
Carlos II

A ambos lados del altar mayor capillas-altar entre las que se encontraba una talla de «San Pascual Baylon» de la Escuela sevillana de escultura que se perdió en el incendio (como el resto del altar mayor). Y un equilibrado claustro de dos alturas, con arcos de medio punto construido con sillares también de la cantera de San Julián en la Sierra Grossa (Alicante). Del cenobio sabemos que fue lo último que se construyó y que si bien era austero había en él algunas obras artística entre las que destacaba una imagen de la «Virgen de la Candelaria a la que se encomendaron cuando el bombardeo de 1691 del que salieron ilesas y el edificio intacto.
Tras la finalización de la iglesia se abrió un portalito o portalet en la muralla frente a su puerta para que pudiera ser visitada por los fieles de la ciudad y la calle que desembocaba en ella tomó el nombre del Portalet, actualmente de Santo Tomás.
Pero en la guerra de sucesión española -iniciada pocos años después- los ingleses ocuparon la ciudad de 1706 a 1709 tiempo en el que desvalijaron Alicante y robaron las joyas de la Virgen, quemaron el interior que pudo ser apagado y sacaron los cuerpos de las tumbas de las mencionadas monjas fundadoras del convento enterradas en la cripta,  pero aun así corrieron mejor suerte que el Convento de la Preciosísima Sangre de Cristo (Alicante) que mostraba las armas reales en la fachada y si fue incendiado.
Los ingleses tras ser expulsados dejaron, además de muerte, dolor y rencor, una ampliación de las fortificaciones de la ciudad en la que destacaba un reducto o trincherón que cerraba la ciudad por el noroeste y un lienzo de muralla que lo alcanzaba desde la puerta de la Huerta (por detrás de la actual Torre Provincial (Alicante)), con rejas próximas a la base que permitía el paso de las aguas torrenciales al interior de la ciudad, dañando especialmente el Real Convento de las Capuchinas que padeció inundaciones en 1791 con la zona de la capilla de la Virgen, el locutorio, comulgatorio, refectorio...en fin la planta baja inundada, y las monjas habiendo tocado las campanas allí se presentó el propio gobernador de la ciudad Francisco Javier Pacheco (1786-93) en su auxilio acompañado de vecinos e incluso presidiarios. Se trató de encontrar solución por ingenieros militares de la talla de Gerónimo de la Rocha o Bartolomé Amphoux Bonavia pero en 1793 se repitió la tragedia y en 1797 y después. No pudo ponerse en práctica solución alguna a lo largo del siglo XVIII, y las hubo adecuadas, por falta de acuerdo o de caudales hasta que tuvo lugar el derribo de las murallas con el que todo cambió.
A mediados del siglo XIX y con el permiso concedido de eliminar las murallas de la ciudad por la reina Isabel II de España se tomó en consideración por el Ayuntamiento de la ciudad la creación de un paseo que fue llamado de la Reina -actual rambla de Méndez Núñez- para lo que en 1860 se efectuó un alineamiento de fachada del convento que permitió ensanchar la vía resultante por lo hubo de perder una capilla de cada lado del templo compensado por la parte trasera y una nueva fachada más ornamentada que la austera original. La reforma es creído que fue realizada por un arquitecto municipal. El interior bellamente decorado con estuco, mezclando ornamentación barroca y neoclásica finamente policromada.
Tras la proclamación de la Segunda República española y, enmarcado en los sucesos ocurridos a principios de mayo en parte de España, el Real Convento de las madres capuchinas fue incendiado el 11 de mayo de 1931 por exaltados y ardió todo su interior, quedando en ruinas.  Desaparecieron bajo el fuego y el pillaje tesoros artísticos, siendo los más sobresalientes una talla de medio cuerpo de «San Francisco» obra de Pedro de Mena, un lienzo de «San Pedro» de José de Ribera, y dos de escenas de vidas de santas mujeres de Vicente López Portaña. Los cuerpos de las monjas enterradas fueron sacados de sus enterramientos y paseados, se recuperó el de la hoy Sierva de Dios. Se inició su demolición en 1933 aprobada la “Ley de Confesiones y Congregaciones” promovida por Manuel Azaña, y la parcela y sus ruinas pasaron a titularidad  estatal; las monjas hubieron de dispersarse a partir de 1936.
Después de la guerra civil española en el solar se construyó el edificio del Banco de España (Alicante). Al incendio sobrevivió la talla de la «Virgen de las Angustias» (1762) obra de Francisco Salzillo  gracias a la familia
Caturla; es una de las imágenes titulares de la Hermandad del Santísimo Cristo de la Buena Muerte (Alicante). También se salvó el «Niño Jesús del Milagro» gracias a que Mercedes Artiaga, dueña de una ortopedia en la calle R. Altamira, lo tuvo escondido durante la Guerra Civil. Las monjas, pudieron volver a reunirse y levantar un nuevo convento, fue construido (1944-47) en terrenos recuperados y que eran parte de la donación inicial que recibieron de los Martínez de Fresneda sito en la calle Villegas donde pudieron colocar presidiendo el altar la imagen de la Inmaculada Concepción del siglo XVII completamente restaurada.